# بلدية دوبيل
بلدية دوبيل هي بلدية في لاتفيا، بلغ عدد سكانها 20٬080  نسمة، في 2017، عاصمتها دوبل.

## الموقع
تشترك في الحدود مع:
- بلدية ياونبيلس
- بلدية تيرفته
- بلدية أوكه
- بلدية جيلغافا
- بلدية توكومز
- بلدية بروتشني  [لغات أخرى]‏.

## التقسيمات الإدارية
- دوبل
- Annenieki Parish [الإنجليزية]‏
- Auri Parish [الإنجليزية]‏
- Bērze Parish [الإنجليزية]‏
- Biksti Parish [الإنجليزية]‏
- Dobele Parish [الإنجليزية]‏
- Jaunbērze Parish [الإنجليزية]‏
- Krimūna Parish [الإنجليزية]‏
- Naudīte Parish [الإنجليزية]‏
- Penkule Parish [الإنجليزية]‏
- Zebrene Parish [الإنجليزية]‏.

## توأمة
لبلدية دوبيل اتفاقيات توأمة مع:
- مقاطعة لين-فيرو